# Cazaux-Savès
Cazaux-Savès (gaskognisch: Casaus Savés) ist eine französische Gemeinde mit 329 Einwohnern (Stand: 1. Januar 2022) im Département Gers in der Region Okzitanien. Sie gehört zum Arrondissement Auch und zum Kanton Val de Save. Die Bewohner nennen sich Cazalais/Cazalaises.

## Geografie
Cazaux-Savès liegt rund 34 Kilometer südöstlich von Auch und 38 Kilometer westsüdwestlich von Toulouse im Südosten des Départements Gers. Die Gemeinde besteht aus Weilern, zahlreichen Streusiedlungen und Einzelgehöften. Der Fluss Save durchquert die Gemeinde in nördlicher Richtung. 
Sie grenzt im Norden an Castillon-Savès, im Osten an Endoufielle, im Südosten an Pompiac, im Süden an Labastide-Savès und im Westen an Noilhan.

## Bevölkerungsentwicklung
| Jahr                       | 1793 | 1866 | 1962 | 1968 | 1975 | 1982 | 1990 | 1999 | 2006 | 2011 | 2016 |
| Einwohner                  | 241  | 359  | 173  | 137  | 145  | 120  | 134  | 138  | 228  | 284  | 319  |
| Quellen: Cassini und INSEE |      |      |      |      |      |      |      |      |      |      |      |

## Sehenswürdigkeiten
- Renaissance-Schloss Caumont, Monument historique seit 1947[1]
- Kirche Sainte-Madeleine
- Denkmal für die Gefallenen[2]
- zwei Wegkreuze
- Madonnenstatue

## Persönlichkeiten
- Jean Louis de Nogaret de La Valette (1544–1662), französischer Berufsmilitär, auf Schloss Caumont geboren